# 沙羅曼蛇 (MSX)
『沙羅曼蛇』（サラマンダ SALAMANDER）は、1987年にコナミ（現・コナミデジタルエンタテインメント）から発売されたMSX用シューティングゲームである。その前年にアーケードゲームとして稼働された同名の作品の移植作だが、アーケード版などと共通する要素はタイトルとBGMくらいで、ステージ構成などは大幅に変更されている。
i-revoやWii、Wii Uのバーチャルコンソール、プロジェクトEGGで配信されている他、『コナミアンティークスMSXコレクション』のVol.3（プレイステーション）およびウルトラパック（セガサターン）にはMSX版『沙羅曼蛇』が収録されている。

## ストーリー
ラティス系惑星群――テスラ系銀河の中に位置するこの惑星群は、生命誕生から1億2千万年もの歴史を有し、惑星ラティスを中心に4つの惑星（アイネアス、ラウィニア、キルケ、オデュッセウス）で構成されている。
さまざまな文献をみるに、かつて古代ラティス文明というものがあったという。その文明は、現在実用化されているリークパワーよりも強力な原始リークパワーを活用した超文明であったといわれているが真実は定かではない。
研究により古代ラティス人は惑星グラディウスのリーク人の祖であるとも考えられるのだが、それも明らかにはなっていない。なぜなら、古代ラティス人は古代太陽の死滅により滅びてしまったからだ。
しかし、古代ラティス人はその大いなるい力によって、”炎の予言”と呼ばれる予言の文章をいくつも遺していた。彼らは1万年に1度の神聖な日食の日、地下祭壇にて儀式を執り行ない、その強大な古代リークパワーをもって、1億年もの先の未来をも見通す事ができたという…。
古代ラティス人は、自分たちの遥かな子孫、つまり私たちの滅亡までも予言していた。
”炎の予言・序章”と呼ばれるテキストには次の詩が記されている。
我等は赤き太陽の永遠に沈みし時から　やがて滅び行く運命と知りしものなり

我等は我等の子孫を救うため　我等の見うる来たるべき世界の予言を行うものなり

我等は六つの章にわたり　未来の災いをここに 炎の予言 として書き記す
そして今、予言の時がやってきた。
惑星ラティスを取り巻く4惑星は、サラマンダと呼ばれる謎の艦隊によって攻撃を受け、惑星ラティスは瞬く間に制圧されてしまう。
多くの同胞たちがサラマンダ軍の制圧した軍設備等に収容されていく中、運良く難を逃れえた者たちは、輸送中継ステーションZOTに退避。同盟国である惑星グラディウスに向け、救援要請を発信することができた。だが、おそらく時間の問題で、じきにここも攻撃を受ける事だろう…。
オデュッセウスに本拠を置いたサラマンダ軍により、惑星軍は全て制圧され、惑星ラティスはサラマンダ軍が発生させたゼロスフォースによりオゾン層を破壊され、ラティス人の生存が不可能な状態にされてしまっていた。
救援要請を受けたグラディウス皇帝ラーズ18世は、シードリーク法の軍事利用をもって、ラティス系惑星群の危機を救うため行動を開始した。シードリーク法とは、リークパワーの照射により、惑星の大気圏外に人工オゾン層を発生させるメカニズムであり、本来ならば未開の無生命惑星を生存可能な状態にするためのものである。
『シードリーク作戦』は、開始された。
本作戦は、残留ラティス人達の救助、ラティス系惑星群における沙羅曼蛇軍の排除と殲滅。同時にリークシステムの設置・作動によりゼロスフォースの除去。これらの行動を極めて短期間の間に行わなければならない。なお、炎の予言には本件と関わる条項が示されている可能性が極めて高く、新たな予言の探索と解明も平行して行なうことが望ましいとされた。
そしてもう1つ。本件には反逆者ヴェノムが関わっている可能性が高いというのがグラディウス軍上層部の見解。もし、ヴェノムを発見した場合は、すみやかに掃討することが2名のパイロットに託された。
本作戦に起用されたのは、最新鋭超時空ファイター「サーベルタイガー」を操るイギー・ロックと、パートナー機の「スラッシャー」に搭乗するゾウィー・スコットの2名。両機は作戦遂行のために惑星ラティス星系へと飛び立った。

## 概要
アーケード版『沙羅曼蛇』が『グラディウス』の続編的な作品だったのに対し、本作は『グラディウス2』の続編として位置づけられており、ストーリーも『グラディウス2』とリンクしている。アーケード版『沙羅曼蛇』をベースとしながらも、『グラディウス2』を踏襲した設定・ストーリーデモや追加パワーアップなどのMSX独自の要素を組み込むことで、かなり毛色の異なる作品となっている。
自機は「サーベルタイガー」「スラッシャー」となっており、デモでは各々形状がかなり異なるがゲーム中では青・赤の着色部分以外の差異はない。MSX版グラディウスシリーズ4作で唯一オプションが4つ装備できる。なお、二人プレイ時は二人合わせて3個である。敵キャラの名前もアーケード版などと違う。また、『グラディウスII』のオプションハンターに先んじて、プレイヤーのオプションを奪う敵「オプションイーター」が登場する。
キャラ出現時のランダム要素が強い、背景キャラ使用の敵の耐久力が高い、などの要因で、家庭用グラディウスシリーズの中でも一、二を争う難易度の高さも特徴的である。また、真のエンディングを見るための条件も物議を醸した。
自機が破壊されると復活ポイントに戻されるのもアーケード版とは異なっている。また、2人プレイのモードには交互プレイ（EXCHANGE）と同時プレイ（DUALPLAY）があり、同時プレイでもどちらか一方がミスした場合は復活ポイントに戻される。その場合、破壊されなかったプレイヤーのパワーアップ状態は保持される。
SCC音源内蔵で、BGMには一部『ライフフォース』の曲が流用されている上、オリジナル曲も多数使用されている。
発売記念として、テレホンカードが1枚付属していた。

## パワーアップ
パワーアップは『グラディウス』と同じカプセルストック方式である。アーケード版『ライフフォース』とは異なり、1P/2Pのゲージ順は同じである。パワーアップできない位置にゲージが合っているとセレクトサインが表示されないため、特にフル装備に近くなるほど、今いくつカプセルを所有しているのか自分で把握しておく必要が出てくる。
ゲージは以下のようになっている。
スピードアップ - ノーマルショット - 2-WAYミサイル - リップルレーザー - レーザー - オプション - フォースフィールド
スピードアップ自機の移動速度が上がる。最大7速。
ノーマルショットリップルレーザーもしくはレーザーを装備している時にノーマルショットに戻す。攻撃判定が狭く弾速も遅く、またこの装備のためにゲージ数が増えており、以降のパワーアップに必要なカプセル数が全体的に増えるため、復活プレイが困難な原因のひとつとなっている。本作ではショットの威力が一律で2発連射が可能なショットがノーマルショットのみのため、対ボス戦では最も高威力の装備になる。
2-WAYミサイル横スクロール時は上下、縦スクロール時は左右に地表を滑走する橙色のミサイルを発射。ただし他機種版と異なり、自機・オプションとも画面中心からの位置によって中心と反対の側に発射方向が変わり、登坂能力は無い。なお、同一性能のミサイルは「ゴーファーの野望_エピソードII」のほかにSFC版「グラディウスIII」や「グラディウスV」などにも登場している。なお、SFC版「グラディウスIII」では装備名は『ホークウィンド』となっている。
リップルレーザー徐々に拡大するリング状レーザーを前方に発射。画面外に消えるまで拡大する幅に際限はなく、破壊可能な地形があれば幅の分だけ壊せる。貫通力なしで単発、レーザーとは併用できない。遮蔽板奥の弱点に届きにくく、ボス戦が困難な装備。
レーザー威力が高く、雑魚敵を貫通する直線状レーザーを前方に発射。リップルとは併用できない。グラディウス２と異なり、装備自体の２段階パワーアップはない。（追加装備で拡張する）
オプション自機の分身を装備。自機の攻撃と同じ攻撃をする。1人プレイ時は最大4つ・2人プレイ時は合計で3つまで付けられる。
フォースフィールド前方向に敵の攻撃を10回分防ぐバリアを装備。耐久度が残り1発になると自機の彩色部が点滅して注意を促す。

### EX装備
ハッチなどを破壊すると「E」と書かれたカプセルが出現する。登場座標に近い位置で壊すほど出るカプセルの数は多く、1ヶ所から最高で3個取れる。これを集めることで新たに装備が追加される。Eカプセルは自機の弾を通さず、かつ敵弾は通すという仕様となっている。各追加装備は『グラディウス2』とは異なりゲージ数の追加される物は存在せず、ミサイルならミサイルに複数回ゲージを合わせて2/3段階目パワーアップとして装備するようになっている。
15個入手するごとに下の表記順に装備が追加され、最後の追加装備であるアーミングボールが追加された後は15個ごとに自機が1upする。二機合体専用の強化装備は1人プレイでも入手できるが、使用できない。その為ホーミングミサイル装備以降はデッドストックな装備拡張となる。
また、ステージクリア時に15個に満たない分は次ステージへ持ち越されるが、ミスすると所持数はリセットされ0になる。
ホークウィンド
ミサイルの強化装備。垂直の壁も登れるなど、アーケード版沙羅曼蛇の性能と同等な登坂能力が強化された緑色のミサイルが装備される。発射方向は2-WAYミサイルに準ずる。
メテオレーザー
レーザーの強化装備。（いわゆるPCGでいうところの）1キャラクタ幅の螺旋状レーザーが装備される。火山ステージに、この装備でないと破壊できない地形が存在する。
スクリューレーザー
メテオレーザーの強化装備。2キャラクタ幅のジグザグが交差したようなレーザーが装備される。メテオレーザーよりも上位の装備であるにもかかわらず、メテオレーザーでは破壊可能な火山ステージの地形が破壊できない。
ホーミングミサイル
ミサイルの強化装備。発射方向に関係無く付近の目標物に向かって飛んで行く赤色のミサイルが装備される。地上物を破壊した残骸などにも向かって行き無意味に滞留することが頻繁にあるため、場所によってはまるで使い物にならなくなる。１人プレイの場合、実用的な追加装備としてはここまでとなる。
ツイン
ユニオン（合体）時に機能するノーマルの強化装備。2本が束になったレーザーを発射する。発射操作はCo.PILOT側にて行う。
トリプル
ユニオン（合体）時に機能するノーマルの強化装備。3本が束になったレーザーを発射する。発射操作はCo.PILOT側にて行う。
アーミングボール
ユニオン（合体）時に機能するリップルの強化装備。大型のレーザー弾を発射する。 片方のプレイヤーが発射操作をし、もう片方のプレイヤーが発射方向を操作する。

### 特殊アイテム
『グラディウス2』と同じく、カプセル以外にもステージの特定位置に特殊なアイテムが出現し、トランフルボム以外は取得することで一定時間効果を発揮する。
スクロールストップ
画面スクロールがストップし、敵に攻撃を集中することができる。
オプションホールド
自機を頂点としてオプションを後ろに従えるV字陣形を取った配置となる。後の作品でのフィクスド・オプションと同様の効果。効果が切れるとオプションはそれまでの軌跡を辿った状態の位置に戻る。
スパークライト
3B面専用アイテム。暗くなったステージに明かりをつけることができる。
トランフルボム
3B面専用アイテム。非常に破壊力のあるミサイルで、巨大な壁を一撃で破壊することができる。取った後ショットボタンを押すと即発射されて無くなる。ショットボタンを押さないまま連続で取ることでストック可能。
以下は2人プレイ専用で出現する特殊アイテム。
オプションチェイン
一定時間、双方の自機が持つオプションが互いの間を繋ぐように配置される。
ユニオン
アイテム取得後一定時間以内に双方の自機を接触させると、一定時間合体をすることができる。合体後は約2倍の大きさの緑色の機体となるが、敵弾などへの当り判定は前半分にしかない。なお、合体状態で敵や敵弾に当たっても、合体が解除されるだけでミスにはならない。
アイテムを取得した側のプレイヤーが「PILOT」となり移動操作、もう一方のプレイヤーが「Co.PILOT」となりショットの操作を行う。

## ステージ
本ソフト単独だと全6面で、『グラディウス2』のカートリッジ併用により7面目が追加される仕様である。2面終了後の3面から5面はプレイする順番を自分で選ぶことができる。各面の初期難易度はプレイ毎にランダムに割り振られ、ステージ選択画面に表示される。後に回した面は難易度が上がる。なお使用曲のタイトルは1992年に発売された『沙羅曼蛇 -Again-』に基づいている。
| Stage | ステージタイトル                                       | 解説 | 使用曲           | ボス                            |
| ----- | ------------------------------------------------------ | --- | ---------------- | ------------------------------- |
| 1     | OPERATION ONE - TOP FLIGHT SPEED TO LATIS -            | 横スクロール面。オリジナル版の1面と似た細胞地帯。ここでは新たに下にスクロールする場所がある。                                                            | POWER OF ANGER   | ゴーレム                        |
| 2     | OPERATION TWO - CONDUCT TO SPACE STATION ZOT -         | 縦スクロール面。オリジナルの2面に似たアステロイド地帯。                                                                                                  | FLY HIGH         | テトラン                        |
| 3A    | OPERATION THREE - SET THE LEEK SYSTEM - PLANET EIONEUS | 縦スクロール面。オリジナルの4面に似た火山面。 | STARFIELD        | センターコア デッドエンド       |
| 3B    | OPERATION THREE - SET THE LEEK SYSTEM - PLANET LAVINIA | 横スクロール面。本作オリジナルの要塞面。ステージが真っ暗になるエリアや次々と襲い掛かる壁コアなど様々な新しいギミックが組み込まれている。かなりの難易度。 | COMBAT           | セデューサ                      |
| 3C    | OPERATION THREE - SET THE LEEK SYSTEM - PLANET KIERKE  | 横スクロール面。本作オリジナルの細胞面。ステージの構成は比較的シンプル。全体的に青い。                                                                   | BURN THE WIND    | エニグマ                        |
| X     | OPERATION X - WRATH OF VENOM -                         | 横スクロール面。グラディウス2のヴェノム艦と同じステージ。                                                                                                | LAST EXIT        | ？                              |
| 4     | OPERATION FOUR - CRUSH SALAMANDER -                    | 縦スクロール面。オリジナル版の6面を踏襲しているが、終盤には横スクロールしながら進んでいくエリアがある。ボスはアウターリミッツだが、空中に浮遊している。  | DESTROY THEM ALL | アウターリミッツ メタルスレイブ |

1. ↑  CD『沙羅曼蛇 -Again-』に基づく。後年作曲者の古川もとあきにより"MOONSPIN"というタイトルが付けられている。また『沙羅曼蛇2』サウンドトラックなどでは曲名がアーケード版3面BGMタイトル"Planet RATIS"と入れ替わっている。詳しくは『グラディウス2』、『沙羅曼蛇2』をそれぞれ参照のこと。

### 重要アイテム
炎の予言
AC版ゲームストーリーに表記されていたものとは異なる。ステージ3以降、ステージごとの特定位置に自機が触れるとテキスト画面に切り替わり「炎の予言」が表示される。登場位置の候補はステージ毎に数ヶ所設定されており、プレイする度にランダムな1ヶ所が選ばれる。
ステージ3以降のボスはメインのコアを攻撃するための前段階として複数実装されているコアのどれか1つを破壊しなければならず、「炎の予言」には正解のコアの色が書かれている。コアの色もプレイ毎にランダムである。
クリスタルブリーズ
神秘的な力を持つクリスタル。『グラディウス2』のカートリッジをMSX本体の2個目のスロットに挿していると特定場所でのみ入手することができるようになる。これが無いと、真のエンディングが見られない。

## 問題点

### 復活プレイの困難さ
山下章は著書『電脳遊戯考』にて、他のグラディウスシリーズと異なるこの点について批判をしていた。
ザコキャラがまとめて登場する区画ごとに出現パターンが数種類ある。そのため、フル装備では問題無くとも復活プレイでは復活パターンが確立しにくく、ミスしたら最初からやり直した方が早いという見方もある。また、ノーマルショットが弾切れしやすい、ミサイルに3つカプセルが必要という事情も絡む。
最終面後半での復活では、スピード装備のみで途中の電磁バリアやボス2体を相手にする必要がある。このため、2Pを途中参加させてカプセルを取得しながら2Pをミスさせて1Pの装備を増やすという方法も各雑誌で紹介されていた。本来のDUALPLAYは、両者ともそれなりの実力が無い場合、ミス→両方が戻る→装備が減る→ミス→戻る… という悪循環に陥りがちだった。

### エンディングについて
真のエンディングはヴェノム艦を登場させてクリアすることで見られる。ところがその登場条件がクリスタルブリーズの取得だったため、『グラディウス2』が無ければ真のエンディングを見ることは不可能である。このことは当時、複数の観点から批判を浴びた。なお、『グラディウス2』が必要という条件そのものは、当時の各雑誌で広く公開されていた。
復刻・移植版におけるエミュレートでは、無条件で『グラディウス2』を併用した状態になっているのでこの問題はない。
PS/SSアンティークス版は、オリジナルが面内の敵砲台にグラディウス2のデータを使っていたため、『グラディウス2』が無い状態でのヴェノム艦内はパワーカプセルをもつ砲台が一切無くなっている。ヴェノム艦内での後半復活プレイはカプセル不足により困難を極める。